# 有賀馨
有賀 馨（あるが かおる）は、日本の実業家。良品計画代表取締役社長を務めた。

## 略歴
長野県諏訪郡富士見町出身。長野県諏訪清陵高等学校を経て、中央大学法学部卒業。良品計画常務取締役、専務取締役兼無印良品事業本部長を経て、1997年代表取締役社長、2001年取締役相談役。